# ملک اسکندر یکم
ملک جلال‌الدوله اسکندر سی و دومین فرمانروای دودمان پادوسپانیان بود که میان سال‌های ۷۳۴ و ۷۶۱ هجری در رویان حکومت داشت. اسکندر فرزند و جانشین تاج‌الدوله زیار بود و در دوران حکومت پدر، منطقهٔ کلارستاق در کنترل او بود. حکومت اسکندر هم‌زمان با جنبش سربداران بود و امیر مسعود سربدار در این هنگام به مازندران لشکرکشی کرد که با اتحاد اسکندر و حسن دوم باوندی، جناح مازندرانی توانستند سربداران را شکست دهند. اما روش حکومت سربداران، معروف به مسلک درویشی، موجب برافتادن حکومت باوندیان در شرق مازندران شد و شاهزادگان باوندی به دربار اسکندر پناه بردند. اسکندر سعی کرد با لشکرکشی علیه کیا افراسیاب چلاوی، به فرزندان حسن باوندی کمک کند تا حکومت را پس گیرند ولی موفق نشد و عقب نشست.
جلال الدوله بقاع کوهستان را از حدود قزوین تا سمنان به اهتمام دیوان خود درآورد. و آن ملک را که در تصرف چندین کس از امرا و اکابر و اعیان عصر از ترک و تازیک بود ‌به تصرف درآورد و از آنجا به ری رفت آنچه متصل کوهستان بود از اعمال ری متصرف شد و تمامت ری و قزوین مثل کویر و فیروزآباد مال خود را به خزانه‌ی عامره او می‌رسانیدند.